# Simsbury
Simsbury – miasto w Stanach Zjednoczonych, w stanie Connecticut, w hrabstwie Hartford.